# 福地葶苈
福地葶苈（学名：Draba fladnizensis）为十字花科葶苈属下的一个种。

## 扩展阅读
- 維基物種上的相關：福地葶苈